# Karl-Heinz Luck
Karl-Heinz Luck (28. ledna 1945 Unterschönau – 31. srpna 2024 Rotterode) byl východoněmecký sdruženář. Největším úspěchem jeho sportovní kariéry je zisk bronzové medaile na olympijských hrách v Sapporu v roce 1972. Účastnil se i předchozích her v Grenoblu, kde skončil na 11. místě.